# Modrá (district d'Uherské Hradiště)
Pour les articles homonymes, voir Modra (homonymie).
Modrá (en allemand : Neudorf, littéralement « nouveau village ») est une commune du district d'Uherské Hradiště, dans la région de Zlín, en Tchéquie. Sa population s'élevait à 734 habitants en 2020.

## Géographie
Modrá est située dans la Slovaquie morave, dans une région appelée la Modrá (qui signifie bleue en tchèque). Le village s'étend le long du Modranský Potok jusqu'à sa confluence dans la Salaška, au pied de la colline Hrušová (389 m). Il forme une agglomération continue avec le village de Velehrad. Modrá se trouve à 9 km au nord-ouest d'Uherské Hradiště, à 19 km au sud-ouest de Zlín, à 59 km à l'est-sud-est de Brno et à 240 km au sud-est de Prague.
La commune est limitée par Jalubí à l'est et par Velehrad au sud, à l'ouest et au nord.

## Histoire
Des morceaux de céramiques vieux de 7000 ans y ont été retrouvés. Au temps de la Grande-Moravie, une des plus vieilles églises en pierre du pays fut construite (vers l'an 800) ce qui est probablement dû à sa proximité avec l'ancienne ville de Weligrad (l'actuelle Stare Mesto). Après le IXe siècle avec les invasions hongroises et la chute de la Grande-Moravie, le village perdit de son importance et n'existait plus en 1205, au moment de la création de l'abbaye cistercienne de Velehrad. Dans la vallée du Modransky Potok, les moines créèrent des étangs pour les poissons et une bergerie.
La colonie de Neudorf fut créée en 1786, après la sécularisation de l'abbaye dans le cadre des réformes du Joséphisme. Entre 1814 et 1848, Neudorf était réunie avec la commune de Salaš.
En 1911, les restes de l'église Saint-Jean furent découverts par Jan Nevěřil. Les fouilles archéologiques commencèrent en 1953 sous la direction de Vilém Hrubý. En 2004, un musée archéologique en plein-air a été ouvert qui montre la vie dans un établissement fortifié de Grande-Moravie.

## Culture et patrimoine
- Le musée archéologique Archeoskanzen
- Les restes d'une église en pierre de l'an 800 et sa reconstruction (église Saint-Jean)
- La colonne des Hussites
- Le mégalithe « Králův stůl » situé au nord du village et faisant probablement partie d'un calendrier solaire préhistorique.

### Le musée archéologique de Modrá

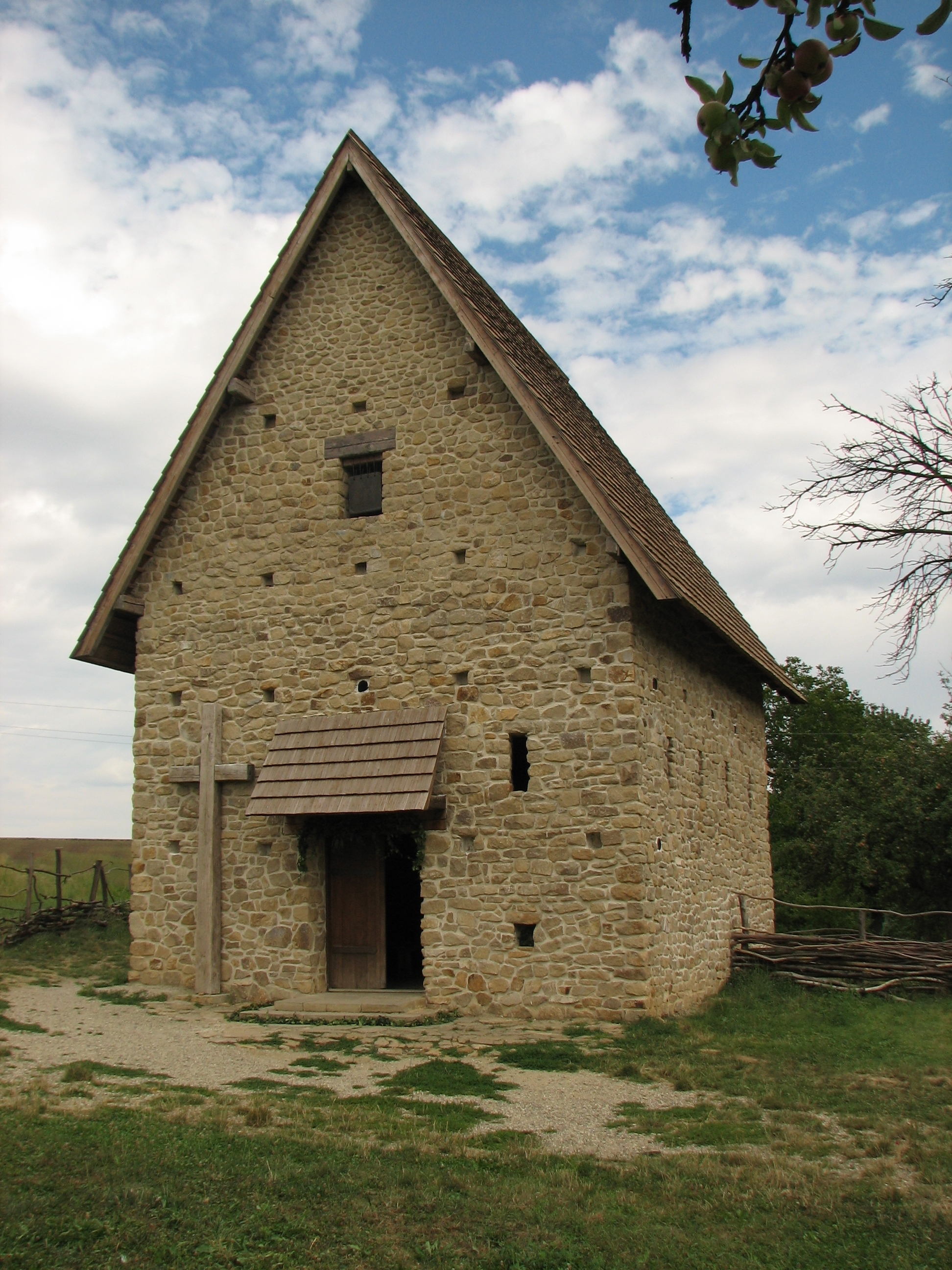
L'église.
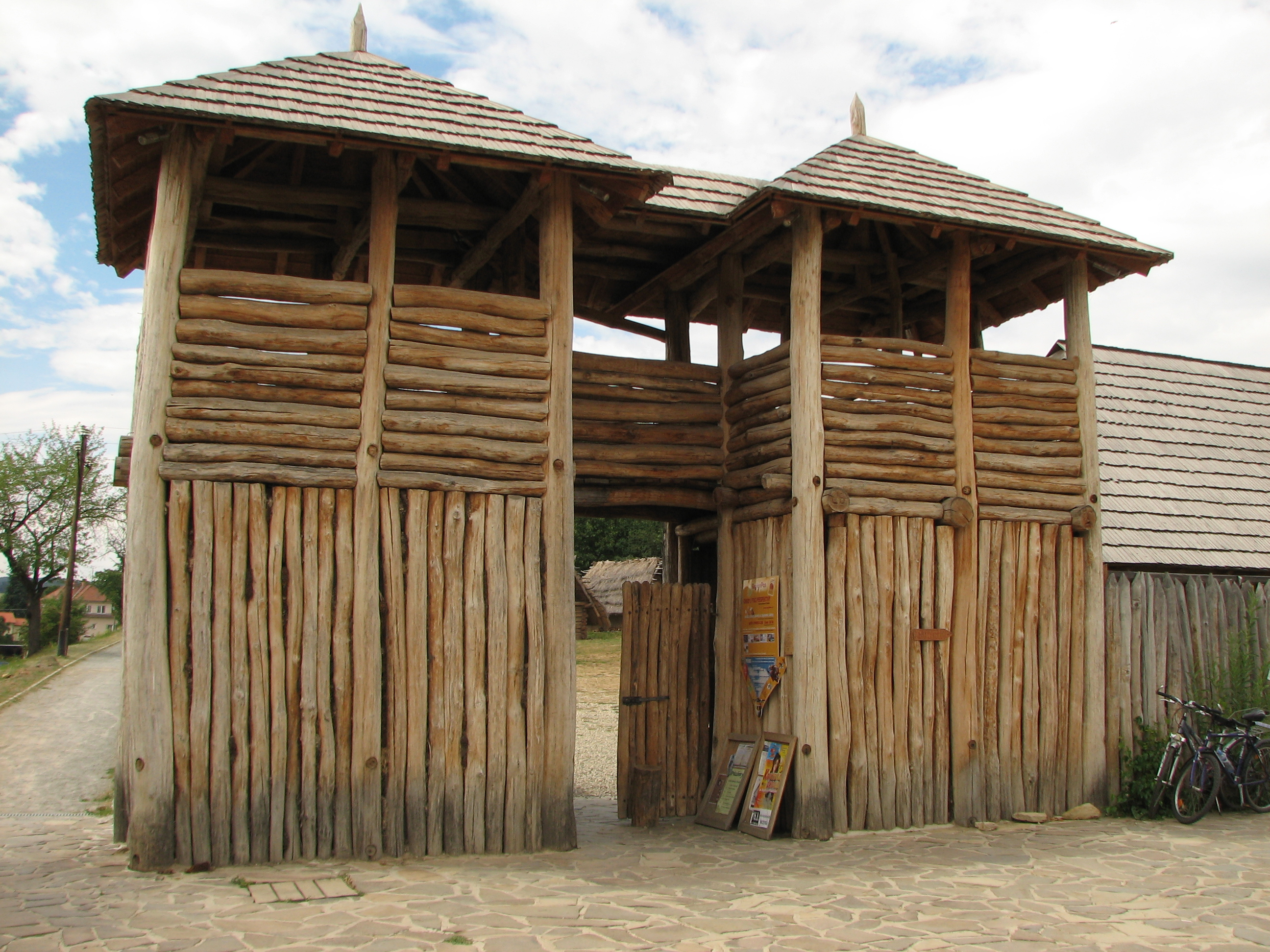
La porte d'entrée.
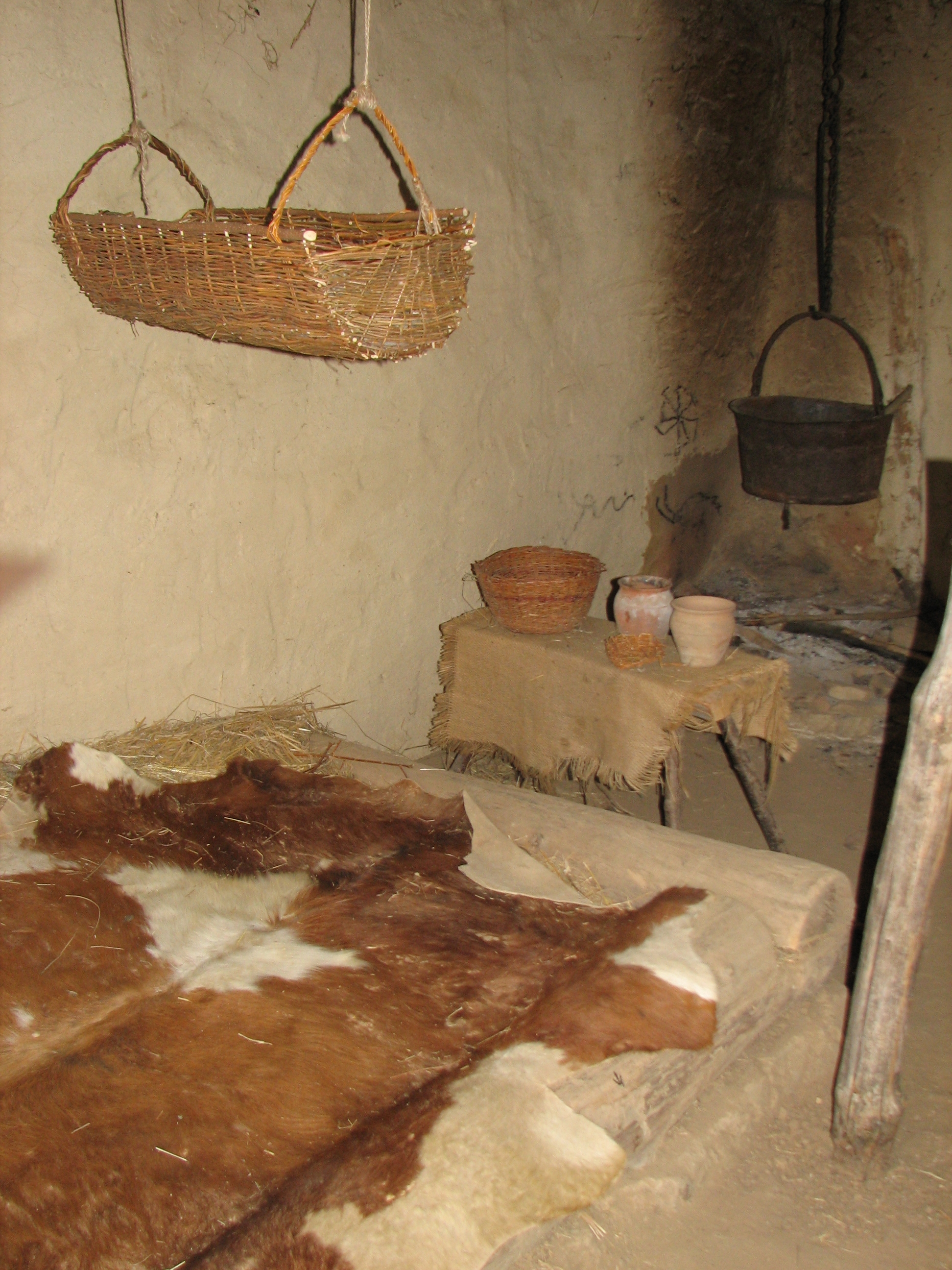
L'intérieur d'une maison.

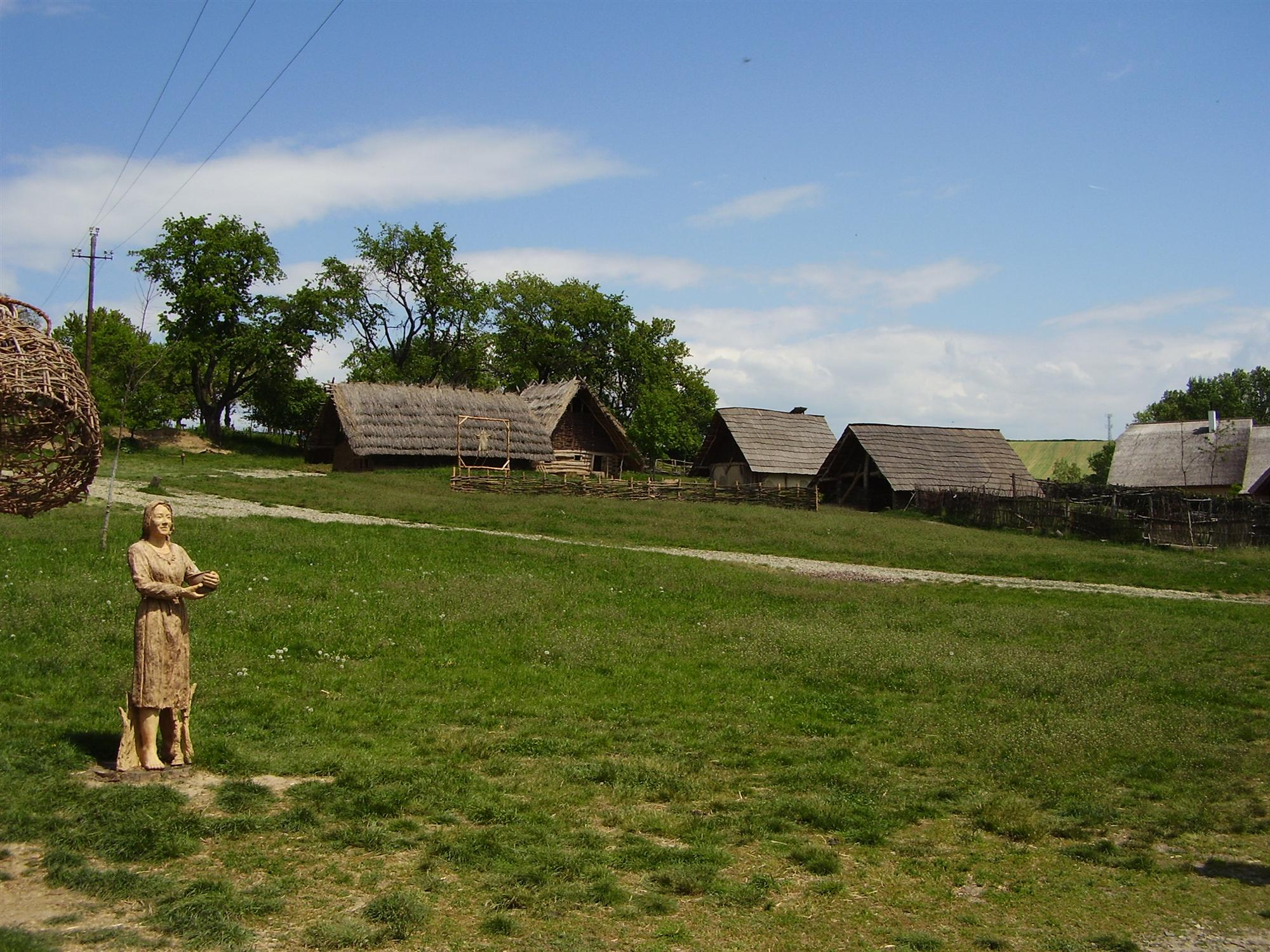
Le village.
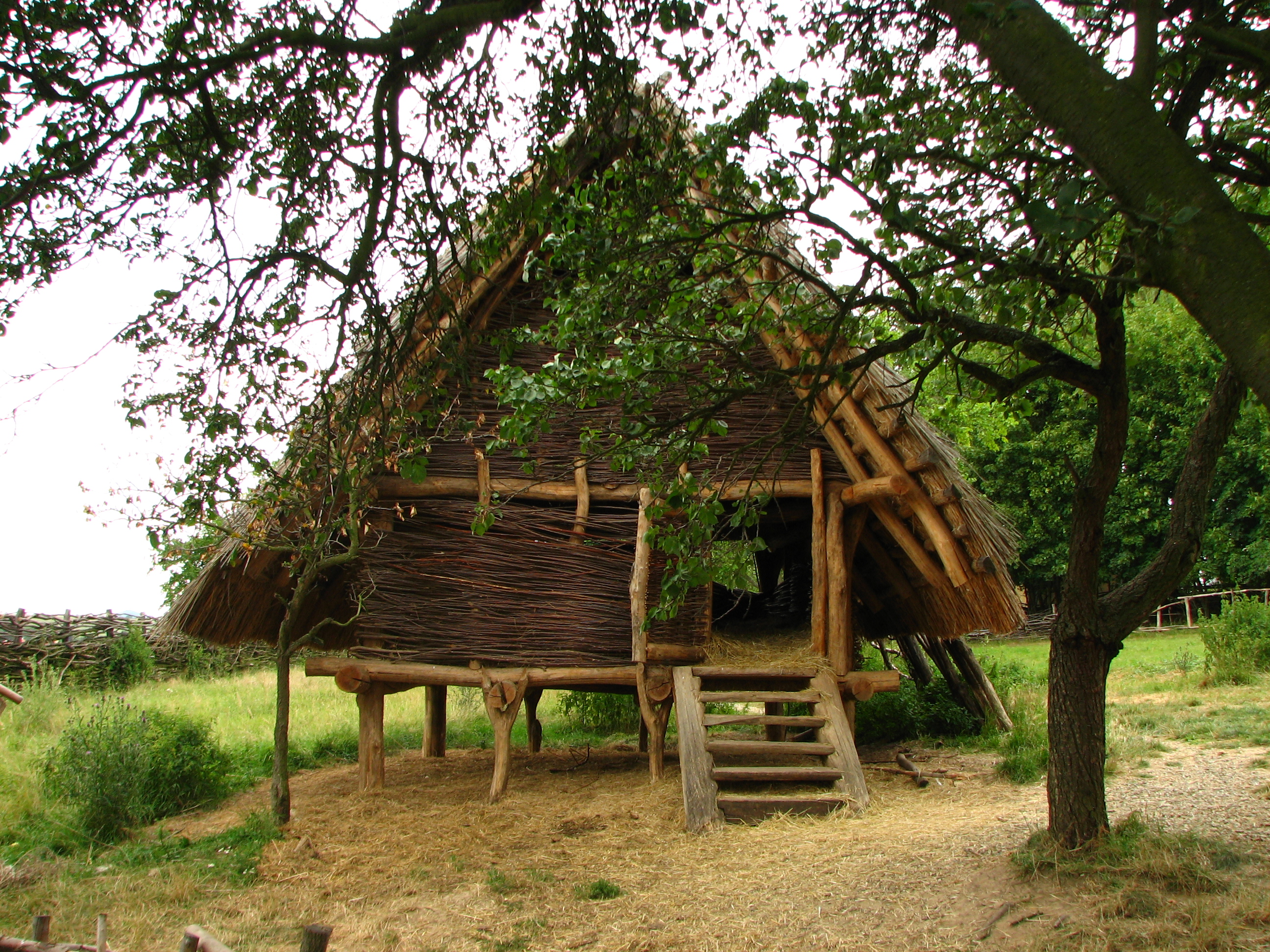
Une maison.